# Riu Gaià
El Gaià és un riu de les comarques de Tarragona. Neix prop de Santa Coloma de Queralt, als contraforts de la Depressió Central, i recull les aigües de les serres de Brufaganya i de Serra de Queralt. Creua la Serralada Prelitoral Catalana, més concretament el Bloc del Gaià, i passa pel conjunt cistercenc del monestir de Santes Creus. Travessa la Serralada Litoral per l'estret del Cardenal, en el qual s'hi ha construït el pantà del Catllar, inaugurat el 1975, que permet a Repsol, propietària de l'embassament, aprofitar les aigües per a la indústria petroquímica del Camp de Tarragona. En conseqüència, els seus últims 11 km finals els baixa sec majoritàriament durant tot l'any, ja que el pantà la reté tota, destruint en gran part l'ecosistema que albergava espècies amenaçades com el barb cua-roig. En l'actualitat, es destinen projectes per a la seva recuperació, tot i que segueix sense flux d'aigua.
Es podria correspondre al riu Maius, citat per Pomponi Mela entre les poblacions de Subur i Tolobi (d'emplaçament desconegut, però situades entre Tarragona i Barcelona), o al riu Subi, citat per Plini el Vell com a pròxim a Tarragona.
Desaigua a la platja de Tamarit, prop d'Altafulla, comarca del Tarragonès. A la desembocadura forma una llacuna separada del mar per una barra de sorra, tot i que en els últims anys, en algunes èpoques de l'any, s'allibera aigua des del pantà del Catllar per aconseguir proporcionar un cabal regenerador al riu i, en aquests episodis puntuals, l'aigua arriba al mar. Aquesta llacuna i els seus voltants formen part de la Reserva Natural de Fauna Salvatge de la Desembocadura del Gaià.
La vall del riu Gaià conté una altíssima densitat de fortificacions medievals construïdes als segles x i XI, quan la zona feia de frontera entre el comtat de Barcelona i Al-Àndalus.

## Desembocadura
La desembocadura del riu Gaià és un petit espai d'unes 5 hectàrees corresponent al calaix del riu Gaià entre la via del ferrocarril i el mar. Està ubicat dins de l'antic terme de Tamarit, avui en dia agregat al municipi de Tarragona. L'espai presenta zones embassades i una desembocadura oberta en una platja sorrenca.
La vegetació de l'espai està constituïda per diverses comunitats vegetals que ocupen ambdós costats de la llera del riu. Pel que fa al tram del riu més allunyat del mar, hi ha un retall de bosc de ribera característic dels rius mediterranis, dominats per l'àlber (Populus alba) amb presència de freixes (Fraxinus angustifolia) i l'om (Ulmus minor). El tram mitjà l'ocupa bàsicament el canyar (Arundini-Convolvuletum sepium). El canyissar característic de les aigües dolces del litoral ocupa les vores fins arran de la platja de Tamarit. L'espècie més característica és el canyís (Phragmites australis) acompanyat, en indrets on el nivell de l'aigua no és important, per boga (Typha angustifolia), la jonça d'estany (Schoenoplectus lacustris), el lliri groc (Iris pseudacorus), el plantatge d'aigua (Alisma plantago-aquatica) i la salicària (Lythrum salicaria). També són comuns el jonc boval (Scirpus holoschoenus), la menta borda i espècies pròpies de la bardissa de les vores de camins i conreus com ara l'esbarzer. L'espai constitueix un refugi per a alguns elements faunístics i destaca com a zona de repòs i aturada d'ocells en les seves rutes de migració. S'ha detectat a l'espai la presència regular de 130 espècies de vertebrats de les 244 constatades en tota la conca del riu Gaià i s'ha detectat la presència de més de 80 espècies d'ocells diferents.
El paisatge de l'espai contrasta amb el seu entorn, intensament dedicat als conreus o a usos turístics i recreatius. Tot i tractar-se d'un espai natural protegit força ben conservat, aquest està sotmès a una desmesurada freqüentació, sobretot durant els mesos estivals, i redueix de forma important l'àrea d'influència de l'espai; hi ha la tanca d'un càmping a només 5 metres de la zona humida. Amb l'objectiu de conservar i recuperar l'espai, el juny del 1998 es va signar un conveni de col·laboració per a la conservació de l'espai entre la Direcció General de Medi Natural del DARP, l'Ajuntament de Tarragona, el Consell Comarcal del Tarragonès i l'Associació Mediambiental La Sínia. Són diversos els projectes que s'han dut a terme a l'espai, entre els quals destaquen la vigilància, informació i manteniment de l'espai, la creació d'un centre d'informació i educació ambiental, estudis de seguiment de fauna, un projecte de reintroducció d'òlibes i camps de treball, entre d'altres.
L'espai de la desembocadura pertany des de l'any 1992 al PEIN i per ordre de 7 de juny de 1995 fou declarat Reserva natural de fauna salvatge. A més està inclòs com a espai de la Xarxa Natura 2000.

## Principals afluents
- Torrent de Claret
- Riu de baix
- Torrent de Biure
- Riu de Sant Magí
- Torrent de Vallespinosa
- Torrent de Rupit
- Torrent de Rubió
- Torrent de les Pinetelles
- Riu de Boix
- Torrent d'en Serrat
- Torrent de Biany
- L'Escurri

## Poblacions
El riu Gaià creua les poblacions principals següents:
- Santa Coloma de Queralt
- Santa Perpètua de Gaià (Pontils)
- Querol
- el Pont d'Armentera
- Santes Creus
- Vila-rodona
- Montferri
- el Catllar
- la Riera de Gaià
- Altafulla
- Salomó
- Vilabella
- Bràfim